# Take Shelter
Pour plus de détails, voir Fiche technique et Distribution.
Take Shelter (signifiant en français « trouver refuge ») est un film dramatique américain écrit et réalisé par Jeff Nichols, sorti en 2011.

## Synopsis
Curtis LaForche, jeune ouvrier en bâtiment résidant dans l'Ohio, est marié à Samantha et père de Hannah, petite fille atteinte de surdité. Il souffre de troubles apparemment délirants et est assailli de visions et de rêves de tornades, de nuages d'étourneaux, de violences dirigées contre lui ou sa famille. Il se questionne d'autant plus que sa mère a été internée pour troubles mentaux à son âge : doit-il protéger sa famille en consacrant son temps et son argent à perfectionner et agrandir l'abri anti-tornades de son jardin ou doit-il se faire soigner ?

## Fiche technique
- Titre original : Take Shelter
- Réalisation : Jeff Nichols
- Scénario : Jeff Nichols
- Direction artistique : Jennifer Klide
- Décors : Chad Keith
- Costumes : Karen Malecki
- Photographie : Adam Stone
- Montage : Parke Gregg
- Musique : David Wingo
- Production : Sophia Lin et Tyler Davidson
- Sociétés de production : Grove Hill Productions  et Hydraulx Entertainment
- Société de distribution : Sony Pictures Classics (États-Unis), Ad Vitam (France)
- Budget : 5 000 000 de dollars
- Pays de production : États-Unis
- Langue originale : anglais
- Format : Couleurs (Kodak) - 35mm - 2.35:1 -  Son Dolby numérique
- Genre : Drame
- Durée : 120 minutes
- Dates de sortie :
  - États-Unis : 24 janvier 2011 (Festival de Sundance)
  - États-Unis : 30 septembre 2011
  - Canada : 14 octobre 2011
  - France : 4 janvier 2012

## Distribution
| |  |  |
| Les acteurs principaux Michael Shannon et Jessica Chastain au Festival du Cinéma Américain de Deauville. |  |  |

- Michael Shannon (V. F. : Emmanuel Gradi) : Curtis LaForche
- Jessica Chastain (V. F. : Rafaèle Moutier) : Samantha LaForche
- Katy Mixon (V.F. : Delphine Benko) : l'amie de Samantha
- Shea Whigham : Dewart, le collègue de travail de Curtis
- Kathy Baker (V. F. : Caroline Jacquin) : Sarah, la mère de Curtis
- Ray McKinnon (V. F. : Laurent Larcher) : Kyle, le frère de Curtis
- Lisa Gay Hamilton : Kendra, la psychologue
- Tova Stewart : Hannah LaForche, fille sourde muette de Curtis et Samantha
- Joanna Tyler (V. F. : Guylène Ouvrard) : la surveillante

Source et légende : Version française (V. F.) sur RS Doublage

## Accueil

### Accueil critique
Take Shelter reçoit des critiques quasi-unanimement positives. L'agrégateur Rotten Tomatoes rapporte que 92 % des 164 critiques ont donné un avis positif sur le film, avec une moyenne de 8,1/10. L'agrégateur Metacritic donne une note de 85 sur 100 pour 34 critiques, indiquant des « critiques positives ».
En France, le site Allociné propose une note moyenne de 4,6⁄5 à partir de l'interprétation de critiques provenant de 27 titres de presse.

### Box-office
| Pays ou région | Box-office      | Date d'arrêt du box-office | Nombre de semaines |
| -------------- | --------------- | -------------------------- | ------------------ |
| États-Unis     | 1 724 139 $     | 23 octobre 2011            | 4                  |
| France         | 134 293 entrées | 17 janvier 2012            | 2                  |

## Distinctions

### Récompenses
Festival de Cannes 2011 :
- - Prix FIPRESCI (section Semaine de la critique)
  - Grand prix de la Semaine de la critique
  - Prix de la SACD
- 2011 : Prix de la meilleure actrice de l'année (avec plusieurs films) pour Jessica Chastain au Festival du film d'Hollywood
- 2011 : Grand prix du Festival du cinéma américain de Deauville
- 2011 : Grand prix à la Samain du cinéma fantastique de Nice
- 2011 : Meilleur film au Festival International du Film de Zurich
- 2011 : Prix du meilleur acteur de l'année par l'Austin Film Critics Association pour Michael Shannon
- 2011 : Prix du meilleur acteur par le Chicago Film Critics Association Awards pour Michael Shannon
- 2012 : Prix du meilleur acteur par le Central Ohio Film Critics Association pour Michael Shannon
- 2012 : Prix du meilleur acteur au Chlotrudis Awards pour Michael Shannon

### Nominations
- 2011 : Sélection officielle au Festival du film de Sundance 2011
- 2013 : Grand prix de l'Union de la critique de cinéma 2013

## Autour du film
- Jeff Nichols a signalé que l'idée du film lui était venue alors qu'il s'apprêtait à devenir père. C'est ainsi la peur de cette future responsabilité et un besoin de protection qui sont à l'origine de ce film[6].
- La nouvelle de Philip K. Dick, "Le Constructeur" (1953) aurait également inspiré le film[7].